# Feliks Steuer
Feliks Steuer (ur. 5 listopada 1889 w Sułkowie k. Baborowa, zm. 30 maja 1950 w Katowicach) – dyrektor Państwowego Gimnazjum Klasycznego (1923–1925) oraz Miejskiego Gimnazjum Matematyczno-Przyrodniczego w latach 1925–1939 oraz 1945–1948 w Katowicach, doktor filozofii, dialektolog, opisał specyficzne cechy narzecza baborowskiego (dialekt morawski) oraz sułkowskiego (dialekt polski).

## Życiorys
Pochodził z ubogiej wielodzietnej rodziny chłopskiej. Ukończył gimnazjum w Głubczycach, gdzie uczył go między innymi śląski poeta Johannes Reinelt, znany pod pseudonimem Philo vom Walde, uważany za klasyka niemieckiej gwarowej literatury śląskiej. Studiował potem w Innsbrucku i na Uniwersytecie Wrocławskim na wydziale filozofii na kierunku filologia słowiańska. Studia ukończył w 1915 r. W czasie pierwszej wojny światowej służył w armii niemieckiej. Został ranny, w wyniku czego amputowano mu nogę.
Po plebiscycie i podziale Śląska wyjechał do polskich Katowic. Jego rodzice i rodzeństwo pozostali w Baborowie, po stronie niemieckiej. Ostatnie prace wydawał pod pseudonimem F. Res. Dyplom nauczycielski i prawo wykonywania zawodu nauczycielskiego otrzymał w 1923 roku. Wiele lat przepracował jako nauczyciel języka polskiego i łaciny oraz dyrektor szkoły. Z powodu protezy i utykania otrzymał od swoich uczniów przezwisko Hefajst (Hefajstos).

Oprócz pracy w charakterze pedagoga, Steuer zajmował się badaniem gwar okolic z których pochodził. We wstępie do Dialektu sulkowskiego pisał: 

'Podane tu właściwości językowe i ludoznawcze mają charakter autentyczny. Pochodzę bowiem z tej wioski, mówiłem w domu wyłącznie tą gwarą i znam przeważnie osobiście materiał, przytoczony w tekstach i słowniku.

 Przyczyny zainteresowania się narzeczem sułkowskim wyjaśniał następująco:

Do r. 1905 prawie cała ludność Sulkowa (obecnie Sułków) mówiła wyłącznie po polsku.[... ] Od r. 1905 zaczyna się wzmożona germanizacja; wkorzeniła ją szkoła, która wywiera coraz silniejszy wpływ. [...] Wskutek tego młodzież szkolna i pozaszkolna używa obecnie dosyć ogólnie języka niemieckiego. Widać, że germanizacja prze silnie naprzód. Zachodzi zatem obawa, że najpóźniej po dwu pokoleniach język polski w Sułkowie zaniknie ostatecznie.

Aby temu przeciwdziałać, nie tylko opisał specyfikę dialektu sułkowskiego, ale przygotował też słownik z odmianami używanych słów oraz kilka czytanek pisanych specjalnym alfabetem (przypominającym współczesny, międzynarodowy zapis fonetyczny) oddającym brzmienie słów. Zapis miał być czytelny i użyteczny dla ludzi wynaradawianych, niemających kontaktu z językiem polskim. Metodę zapisu dopracował Steuer we współpracy z Kazimierzem Nitschem. W 1937 roku powstała praca Narzecze baborowskie. Współpraca z Uniwersytetem Jagiellońskim w Krakowie i później także z Polską Akademią Umiejętności zaczęła się już w roku 1923. Steuer był aktywny zwłaszcza w komisji językowej, także po II wojnie światowej, kiedy wielu miejscowościom śląskim przywracano tradycyjne nazwy. Steuer o tożsamości językowo-etnicznej Śląska w artykule (odczycie) O zachowaniu narzecza górnośląsko-polskiego pisał następująco: 

 ... narzecze łączy nas z braćmi innych dzielnic Polski i równocześnie z plemieniem słowiańskiem. Narzecze to umożliwiło jednej części Górnego Śląska połączyć się z resztą Polski i pozwala naszym braciom, pozostałym pod rządem pruskim, mieć nadzieję lepszej przyszłości. (...) Skoro tylko pewne postępy zrobimy na tej drodze poszanowania gwary ludowej, zniknie i to nieprzyjemne uczucie, ze jesteśmy ludem podrzędnym z podrzędną mową, i będziemy dumni z przynależności do narodu polskiego.

W trosce o zachowanie rodzinnego narzecza Steuer (jako F. Res) wydał w 1935. zbiór wierszy traktujących m.in. o zjawiskach przyrody zatytułowany Z naszej źymjy ślunskej oraz pisane prozą wspomnienie o ojcu pt. Ostatńi gwojźdźaurz (gwoździarz to kowal wyrabiający gwoździe). Zastosowany przez Steuera zapis gwary, po modyfikacjach, jest promowany m.in. przez towarzystwo Pro Loquela Silesiana jako oficjalny zapis przygotowywanej kodyfikacji języka śląskiego.

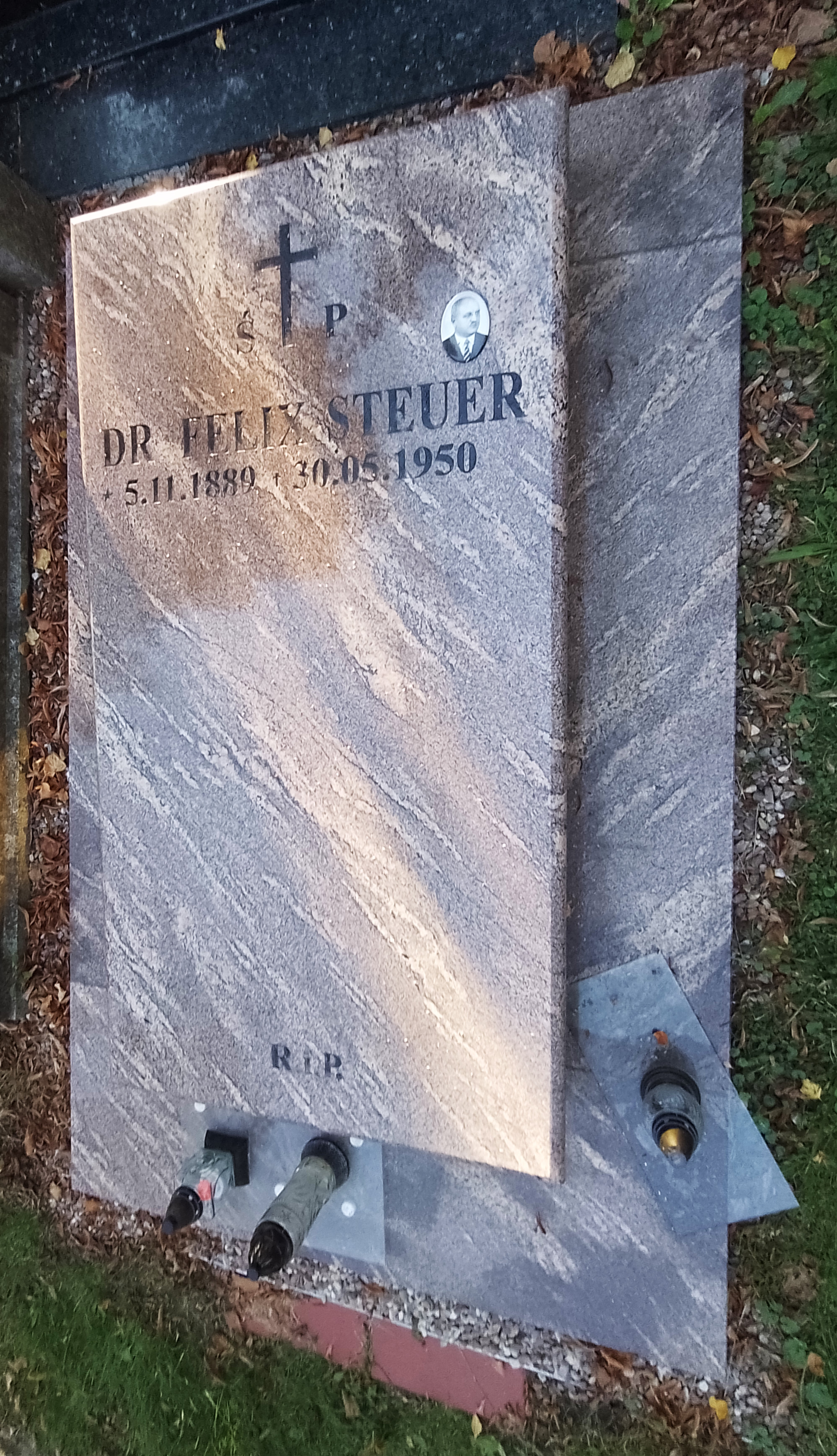
Grób Feliksa Steuera na cmentarzu w Baborowie

Steuer jako dialektolog zbierał również materiały do planowanego wydania słownika gwar górnośląskich. Wojna, długotrwała choroba i śmierć sprawiły, że swego zamiaru nie zrealizował. Po śmierci duża część jego rękopisów i maszynopisów została wyrzucona jako „pisma w nieznanych językach”.
Feliks Steuer zmarł mając 61 lat w Katowicach. Zgodnie ze swoją wolą pochowany został na cmentarzu w Baborowie, tuż za kaplicą św. Józefa. 7 listopada 2009, dzięki inicjatywie Stowarzyszenia Miłośników Sułkowa oraz Warszawskiej Fundacji Wspomagania Wsi, odsłonięto w Sułkowie jego pomnik.

## Twórczość
- O zachowaniu narzecza górnośląsko-polskiego, 1923[5]
- Czasowniki, ich podział i postaci czynności, Katowice 1929
- Branické podřečí (narzecze branickie) z rękopisu przełożył Josef Vasica, Ołomuniec 1932
- Narzecze baborowskie Kraków : Polska Akademia Umiejętności, 1937
- Dialekt sulkowski Polska Akademia Umiejętności, Kraków 1934
- Ostatni gwojźdźaurz(inne języki) (Ostatni gwoździarz) pod pseudonimem F. Res, Katowice (Księgarnia i Drukarnia Katolicka) 1935
- Z naszej źymjy ślunskej(inne języki) (Z naszej ziemi śląskiej) pod pseudonimem F. Res, Katowice (Drukarnia Katolicka) 1935